# Alkione (Plejada)
Alkione (także Alkyone, Alcyone, Halcyone; gr. Ἀλκυόνη Alkyónē, łac. Alcyone 'zimorodek') – w mitologii greckiej nimfa, jedna z siedmiu Plejad.
Uchodziła za córkę tytana Atlasa i okeanidy Plejone (lub okeanidy Ajtry). Była siostrą Elektry, Kelajno, Mai, Merope, Sterope, Tajgete, a także Hiad i Hyasa. Ze swoim kochankiem, bogiem Posejdonem, miała synów Hyperesa i Antasa.
Mityczna Alkione jest identyfikowana z gwiazdą Alkione (Alcyone) w Plejadach, w gwiazdozbiorze Byka. Na niebie sąsiaduje z Hiadami (gromadą otwartą gwiazd w gwiazdozbiorze Byka) i konstelacją Oriona, które są z nią mitologicznie powiązane.